# Mokate Open 2016
Mokate Open 2016 – piąty w historii sezon cyklu Turnieju Szachowego Mokate Open, który rozpoczął się 13 marca 2016 w Goleszowie, a zakończył 27 listopada 2016 tamże. Rozegrano 4 konkursy główne i 2 konkursy pokazowe dla juniorów. Sędzią przez cały sezon był Karol Linert.

## Najlepszy

Wygrał Maciej Mroziak

## Kalendarz
| Lp. | Data              | Miejscowość | Rodzaj Szachów      | Tempo         | Link  | 1. miejsce         | 2. miejsce               | 3. miejsce        |
| --- | ----------------- | ----------- | ------------------- | ------------- | ----- | ------------------ | ------------------------ | ----------------- |
| -   | 24 stycznia 2016  | Goleszów    | Szachy błyskawiczne | System Mokate | [ 1 ] | Kamil Grochol      | Krystian Kozubek         | Oliwia Czerwińska |
| -   | 24 stycznia 2016  | Goleszów    | Szachy błyskawiczne | System Mokate | [ 2 ] | Szymon Stanik      | Wojciech Wiergus         | Igor Musiał       |
| 1   | 13 marca 2016     | Goleszów    | Szachy błyskawiczne | System Mokate | [ 3 ] | Zbigniew Pakleza   | Bartłomiej Heberla       | Michał Cieślar    |
| 2   | 26 czerwca 2016   | Goleszów    | Szachy błyskawiczne | System Mokate | [ 3 ] | Maciej Mroziak     | Eneasz Wiewióra          | Michał Cieślar    |
| 3   | 18 września 2016  | Goleszów    | Szachy błyskawiczne | System Mokate | [ 4 ] | Vojtech Zwardon    | Anastasiya Rakhmangulova | Maciej Mroziak    |
| 4   | 27 listopada 2016 | Goleszów    | Szachy błyskawiczne | P'3+2         | [ 5 ] | Bartłomiej Heberla | Kamil Dragun             | Bartosz Soćko     |

## Klasyfikacja Generalna
| Lp | Tytuł | Zawodnik          | Kraj     | Klub                                 | punkty |
| -- | ----- | ----------------- | -------- | ------------------------------------ | ------ |
| 1  | M     | Maciej Mroziak    | Polska   | KŚ AZS Politechniki Śląskiej Gliwice | 715    |
| 2  | K     | Eneasz Wiewióra   | Polska   | SSz Gminy Pawłowice                  | 695    |
| 3  | I     | Michał Cieślar    | Polska   | SSz Olimpia Goleszów                 | 670    |
| 4  | K     | Artadiusz Szmyd   | Polska   | KS Roszada Żory                      | 629    |
| 4  | K     | Mikołaj Korolchuk | Białoruś | –                                    | 629    |